# Chezelle
Chezelle (okzitanisch Chasèla) ist eine französische Gemeinde mit 158 Einwohnern (Stand 1. Januar 2022) im Département Allier in der Region Auvergne-Rhône-Alpes (vor 2016 Auvergne). Sie gehört zum Arrondissement Vichy und zum Kanton Gannat.

## Lage
Die Gemeinde Chezelle liegt am Boublon in der Landschaft des Bourbonnais, etwa 28 Kilometer westnordwestlich von Vichy am Flüsschen Boublon. Umgeben wird Chezelle von den Nachbargemeinden Monestier im Norden, Chantelle im Nordosten, Taxat-Senat im Osten und Südosten sowie Bellenaves im Süden und Westen. Durch die Gemeinde führt die Autoroute A71.

## Bevölkerungsentwicklung
| Jahr                       | 1962 | 1968 | 1975 | 1982 | 1990 | 1999 | 2006 | 2013 | 2022 |
| Einwohner                  | 193  | 163  | 148  | 109  | 122  | 142  | 158  | 194  | 158  |
| Quellen: Cassini und INSEE |      |      |      |      |      |      |      |      |      |

## Sehenswürdigkeiten

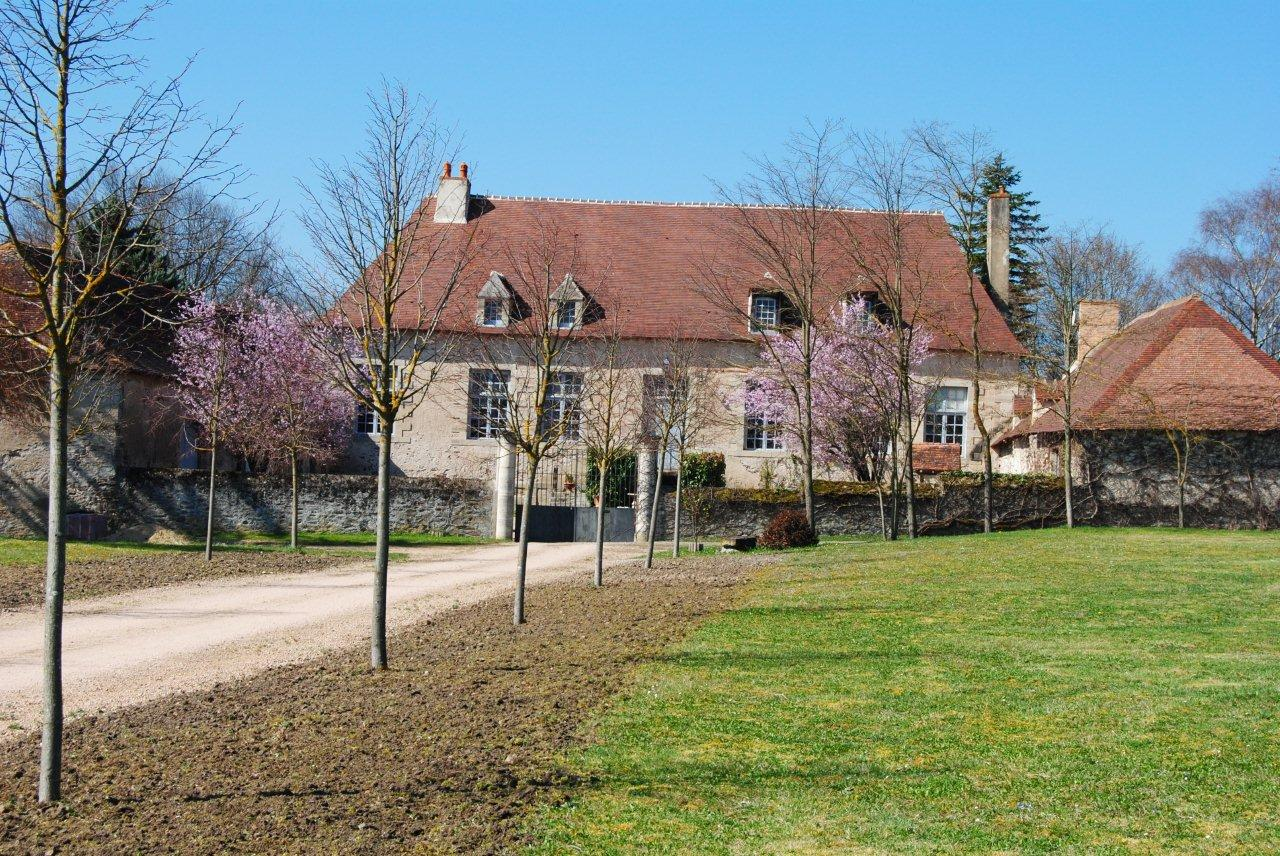
Schloss Montchoisy

- Kirche Saint-Jean-Baptiste
- Schloss Montchoisy